# БА-20
БА-20 — советский лёгкий бронеавтомобиль 1930-х годов. Разработан на шасси легкового автомобиля ГАЗ-М1 в качестве лёгкого бронеавтомобиля для разведки, связи и охранения РККА, серийно производился с 1936 по 1942 год в нескольких вариантах.

## История
Проектирование бронеавтомобиля на шасси ГАЗ М-1 по заданию АБТУ РККА коллектив специалистов КБ Ижорского завода (А. А. Липгарт, А. М. Кригер и др.) начал в октябре 1933 года, первые опытные бронемашины были изготовлены в январе 1936 года, в феврале 1936 года был изготовлен стандартизованный вариант БА-20. Изготовленные бронемашины были переданы на испытания в НИБТ, которые прошли успешно.

## Производство
В июле 1936 года техническую документацию передали на Выксунский завод дробильно-размольного оборудования, который начал их серийное производство. Производство заполненных губчатой резиной пулестойких гусматических шин ГК размера 7,00-16 для бронеавтомобилей БА-20 передали на ленинградский завод «Красный Треугольник».
В марте — апреле 1937 года инженеры Выксунского завода ДРО Миронин и Сухов спроектировали для БА-20 новую коническую башню повышенной пулестойкости, но тем не менее, первые 150 из 253 выпущенных в 1937 году БА-20 ещё имели цилиндрическую башню старого образца. В третьем квартале 1937 года к производству пулестойких шин для БА-20 был подключён Ярославский резино-асбестовый комбинат. 20 ноября 1937 года завод получил приказ наркомата тяжёлого машиностроения СССР продолжать выпуск бронемашин БА-20 только в варианте с новой конической башней, усиленной передней осью и усиленными колёсами.
При постройке некоторых выпущенных в 1938 году БА-20 использовали детали бронекорпусов, ранее выпущенных заводом для бронеавтомобилей ФАИ-М.
С осени 1938 года в конструкцию бронемашин внесли дополнительные изменения: были усилены рессоры, задний мост, а толщина брони лобового листа и башни увеличена до 9 мм. Модифицированный вариант назван БА-20М.
В конце 1930-х годов на основе опыта производства и эксплуатации лёгких бронеавтомобилей принято решение о создании нового бронеавтомобиля для замены ФАИ и БА-20. В результате, разработаны и построены опытный бронеавтомобиль БА-21 (на трехосном шасси ГАЗ-21), опытный бронеавтомобиль ЛБ-23 (на трехосном шасси ГАЗ-22) и опытный бронеавтомобиль ЛБ-НАТИ, которые не производились серийно. В дальнейшем, перед началом Великой Отечественной войны принято решение о создании нового лёгкого бронеавтомобиля для замены БА-20 на полноприводном двухосном шасси.
9 февраля 1942 года ГКО СССР принял постановление № 1415сс о прекращении производства бронемашин БА-20, в соответствии с которым 11 марта 1942 года наркомат танковой промышленности составил приказ № 268 о прекращении производства БА-20, который был направлен на завод. Однако было решено использовать имеющийся задел по бронекорпусам, поэтому производство БА-20 завершилось только в июле 1942 года. 
|            | Заказчик | 1936 | 1937 | 1938 | 1939 | 1940 | 1941 | 1942 | Всего |
| ---------- | -------- | ---- | ---- | ---- | ---- | ---- | ---- | ---- | ----- |
| БА-20 лин  | РККА     | 34*  | 32   |      |      |      |      |      | 66    |
| БА-20 рад  | РККА     | 2    | 221  | 329  | 132  |      |      |      | 684   |
| БА-20М лин | РККА     |      |      |      |      |      | 241  | 105  | 346   |
| БА-20М рад | РККА     |      |      | 1    | 161  | 298  | 336  | 32   | 828   |
| БА-20М рад | НКВД     |      |      |      |      | 16   | 2    |      | 18    |
| БА-20 ж-д  | РККА     |      |      | 35   | 26   |      |      |      | 61    |
| БА-20М ж-д | РККА     |      |      |      | 16   | 23   | 28   |      | 67    |
| БА-20М ж-д | ВМФ      |      |      |      |      | 2    | 7    |      | 9     |
| Всего      | Всего    | 36   | 253  | 365  | 335  | 339  | 614  | 137  | 2079  |

*Включая прототип.
|      |           | 1     | 2  | 3  | 4  | 5     | 6      | 7  | 8  | 9  | 10  | 11  | 12 | Всего |
| ---- | --------- | ----- | -- | -- | -- | ----- | ------ | -- | -- | -- | --- | --- | -- | ----- |
| 1940 | БА-20     | 21    | 35 | 18 | 30 | 30    | 22     | 17 | 28 | 35 | 30  | 16* | 32 | 314   |
| 1940 | БА-20 ж-д |       |    |    |    |       |        | 12 | 5  | 5  | 3** |     |    | 25    |
| 1941 | БА-20     | 24*** | 41 | 61 | 57 | 54    | 40     | 73 | 77 | 50 | 40  | 46  | 16 | 579   |
| 1941 | БА-20 ж-д |       |    |    |    | 4**** | 16**** | 7  | 8  |    |     |     |    | 35    |
| 1942 | БА-20     | 55    | 55 | 55 | 55 | 66    | 2      | 14 |    |    |     |     |    | 137   |

*Для НКВД, из них "6 машин для НКВД, выполнение считать в декабре".
**Из них 2 машины для ВМФ, отгружены только в феврале 1941 года.
***Из них 2 для НКВД.
****Из них 7 машин для ВМФ.

В 1938-м году 30 БА-20 было поставлено Монголии.
«НКО
17.06.38
№ 471615сс
Начальнику АБТУ РККА комкору Павлову
Согласно решению Правительства из фондов РККА надлежит отпустить Монгольской армии следующее автобронетанковое имущество:
...
2) Бронемашин легких — 30
...
Все машины должны быть отправлены с необходимым количеством запасных частей.
…

К.Ворошилов»
В июле 1941 года 4 машины числились в бронеэскадроне 5-й и 11 в 6-й кавалерийских дивизий, остальные 15 — в бронебригаде МНА.

## Боевое применение

### Бои на Халхин-Голе
Летом 1939 года советские БА-20 участвовали в боях на Халхин-Голе, где положительно зарекомендовали себя в качестве разведывательных и связных машин, но оказались слабы в качестве боевых машин (их броня держала обстрел обычными и бронебойными пулями из винтовок и пулемётов нормального калибра, но бронебойные пули крупнокалиберных 13,2-мм пулемётов «гочкисс» японской армии её пробивали; кроме того, машины сгорали при забрасывании их бутылками с горючей смесью).
В ходе боевых действий 16 БА-20 безвозвратно потеряно и ещё 27 повреждены.

### Польский поход Красной армиииСоветско-финская война (1939—1940)
В сентябре 1939 года БА-20 участвовали в походе в Польшу, зимой 1939—1940 года — в советско-финской войне (безвозвратные потери 33 машины).

### ПередВеликой Отечественной войной
На 1 июня 1941 года в РККА числились 1325 БА-20 и 99 БА-20 жд (из 100 поставленных). Ещё 18 машин было у НКВД и 2 у НКВМФ.
Всего на 22.06.1941 в РККА, НКВМФ и НКВД состояло около 1490 БА-20. Ещё около 30 машин находились либо в пути в войска, либо на заводе в ожидании отправки.

### Великая Отечественная война
| Модель               | Категория            | ЛВО | ПОВО | ЗОВО | КОВО | ОдВО | ЗакВО | САВО | ЗабВО | ДВФ | МВО | ПриВО | ОрВО | ХВО | СКВО | УрВО | СибВО | Рембазы | Склады | Всего |
| -------------------- | -------------------- | --- | ---- | ---- | ---- | ---- | ----- | ---- | ----- | --- | --- | ----- | ---- | --- | ---- | ---- | ----- | ------- | ------ | ----- |
| БА-20 лин            | 1                    | 5   | 12   | 6    |      |      |       |      | 11    | 3   |     |       |      |     |      |      | 1     |         |        | 38    |
| БА-20 лин            | 2                    | 66  | 28   | 32   | 21   | 6    | 6     |      | 106   | 15  | 22  | 2     | 6    | 1   | 1    | 3    | 10    |         |        | 325   |
| БА-20 лин            | 3                    | 7   | 3    | 10   | 2    |      | 15    |      | 4     |     | 10  | 2     | 2    |     |      | 2    | 2     |         | 1      | 60    |
| БА-20 лин            | 4                    | 2   | 1    | 1    | 9    |      |       |      | 4     |     | 2   | 1     |      |     |      | 2    | 1     | 10      |        | 33    |
| БА-20 лин            | Всего                | 80  | 44   | 49   | 32   | 6    | 21    |      | 125   | 18  | 34  | 5     | 8    | 1   | 1    | 7    | 14    | 10      | 1      | 456   |
| БА-20 рад            | 1                    |     | 10   | 106  | 157  | 35   |       |      | 2     | 8   |     |       |      |     |      |      |       |         |        | 318   |
| БА-20 рад            | 2                    | 68  | 28   | 49   | 111  | 31   | 29    | 30   | 111   | 10  | 91  | 7     |      | 1   | 8    |      |       |         |        | 574   |
| БА-20 рад            | 3                    | 9   | 4    | 8    | 8    | 1    | 4     | 5    | 7     |     | 16  |       |      | 3   |      |      |       |         |        | 65    |
| БА-20 рад            | 4                    | 3   | 1    | 2    | 4    |      |       |      | 1     |     |     |       |      |     |      |      |       |         |        | 11    |
| БА-20 рад            | Всего                | 80  | 43   | 165  | 280  | 67   | 33    | 35   | 121   | 18  | 107 | 7     |      | 4   | 8    |      |       |         |        | 968   |
| Итого                | Итого                | 160 | 87   | 214  | 312  | 73   | 54    | 35   | 246   | 36  | 141 | 12    | 8    | 5   | 9    | 7    | 14    | 10      | 1      | 1424  |
| Кроме того БА-20 ж-д | Кроме того БА-20 ж-д | 1   |      |      | 6    |      | 16    | 4    |       | 21  |     |       | 27   |     | 12   |      |       | 1*      |        | 99**  |

*Включая «Учебную» БА-20М ж-д, восстановленную в мае 1941 года и отгруженную с завода в июне.
**К 1941 году 12 БА-20 ж-д находились на складах. Дальнейшее их распределение неизвестно. Кроме того, 4 машины, сданные в мае 1941 года, с завода были отгружены только в июне.
Наиболее интенсивно БА-20 использовались в начале Великой Отечественной войны, в дальнейшем их количество сокращается. Тем не менее, на отдельных участках фронта БА-20 сохранялись долгое время (в качестве примера, на 19 апреля 1944 года два БА-20 имелось в 48-м отдельном автобронетанковом батальоне 54-й армии Ленинградского фронта).
Некоторое количество БА-20 оставалось в войсках на Дальнем Востоке летом 1945 года и они участвовали в войне против Японии (в частности, в боевых действиях против Квантунской армии участвовали 17 БА-20 в 111-й танковой дивизии РККА).

## Варианты и модификации
- БА-20 — базовая модель с запасом хода 350 км[4], выпускалась с 1936 по 1938 год в двух вариантах исполнения: стандартном и радиофицированном (в последнем случае машина оборудована приемопередающей радиостанцией 71-ТК-1 с поручневой антенной на кронштейнах вокруг башни, а экипаж был увеличен до трёх человек за счёт радиста). Сваренный из стальных катаных листов корпус разработан на основе компоновки бронеавтомобиля ФАИ, первые броневики имели башню от бронеавтомобиля ФАИ, следующие — коническую башню нового образца. Всего выпущено 749 шт.[3]
- БА-20жд — железнодорожный вариант БА-20 с возможностью переоборудования в лёгкую бронедрезину[4]. Оснащён комплектом из четырёх съёмных стальных железнодорожных колёс с ребордами для движения по рельсам, домкратом для замены колёс в полевых условиях силами экипажа и реверс-редуктором—демультипликатором. Масса бронемашины увеличилась до 2780 кг, максимальная скорость движения по шоссе снизилась до 50 км/ч. Всего в 1938—1939 годах выпущено 61 шт.[3][5].
- БА-20М — модифицированный вариант, первый опытный образец построен в 1938 году[4], серийное производство началось в январе 1939 года и продолжалось до июня 1942 года. Бронемашина построена на специальном шасси ГАЗ-МС, имевшем усиленную балку переднего моста, усиленные рессоры и дополнительный топливный бак объёмом 30 литров. Боевая масса БА-20М возросла до 2,62 т. — было усилено бронирование, установлена новая пулестойкая башня конической формы, радиостанция получила штыревую антенну. С 1940 года вместо радиостанции 71-ТК-1 на БА-20М начали устанавливать усовершенствованную дуплексную рацию 71-ТК-3. Запас хода был увеличен до 450 км по шоссе. Всего выпущено 1230 шт.[3]
- БА-20Мжд — железнодорожный вариант БА-20М с возможностью переоборудования силами экипажа в лёгкую бронедрезину. Скорость по железной дороге составляла 80 км/ч, а запас хода — 430—540 км. В 1939—1941 годах построено 74[3][5].

## Страны и республики-эксплуатанты
- СССР[1]
- МНР — в 1938 году поставлены 30 БА-20[уточнить]
- Нацистская Германия[11] — трофейные машины использовались после 22 июня 1941 года в вермахте и охранно-полицейских формированиях[3] под наименованием Panzerspärwagen BA 202(r)
- Румыния[11] — трофейные машины использовались после 22 июня 1941 года[3]
- Финляндия — 18 трофейных БА-20 и ФАИ-М, последний БА-20 в строю финской армии в 1955 году[12]
- ТНР — 14 марта 1941 года поставлен 1 БА-20

## Сохранившиеся экземпляры
- БА-20М. В экспозиции Танкового музея Паролы, Финляндия. Радийный. Финский номер Ps. 6-11.
- БА-20М. На открытой площадке Музея Великой Отечественной войны в Киеве. Найден в начале 1980-х гг. под Алакуртти, передан в Киев. На колесах от ЗИС-150.
- Разбитый бронекорпус в степи близ Халхгола[13].
- В последние годы собран ряд реплик высокой степени достоверности, находящихся в частных коллекциях, в Музейном комплексе УГМК в г. Верхняя Пышма и в других музеях. Некоторые реплики в ходовом состоянии.
- Предположительно, почти полностью оригинальный ходовой БА-20 находится в селе Кирилло, Уфимский район, в частной коллекции.
- Полностью отреставрированный бронеавтомобиль БА-20М (ходовая машина) представлен в Музее отечественной военной истории в деревне Падиково Истринского района Московской области.

## Фотогалерея

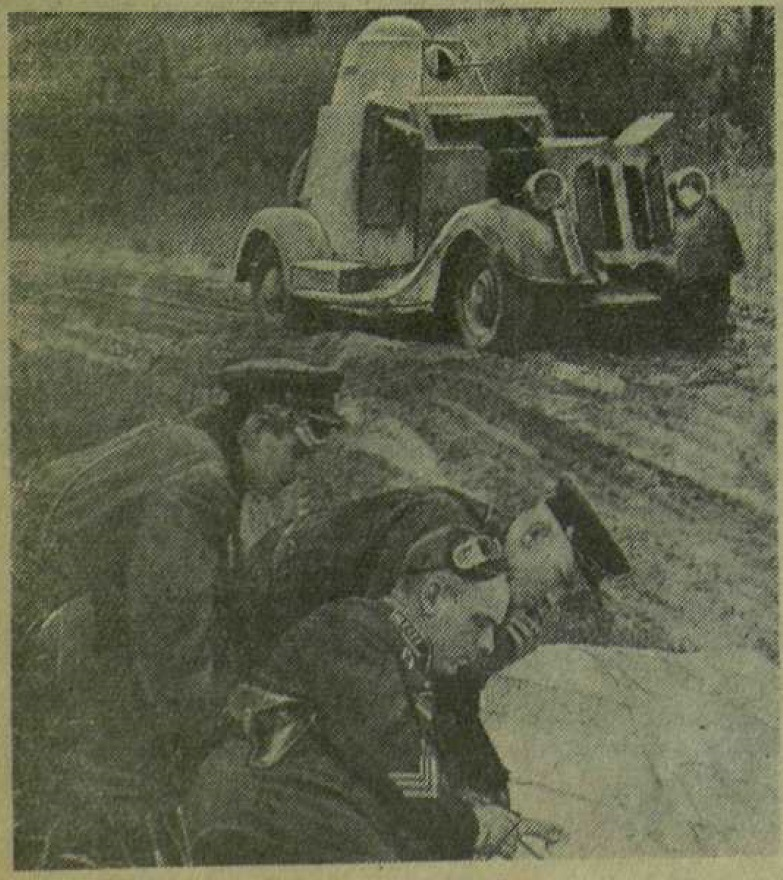
Полковник П. Фотченко ставит боевую задачу командирам-связистам. 6 июля 1941 г.
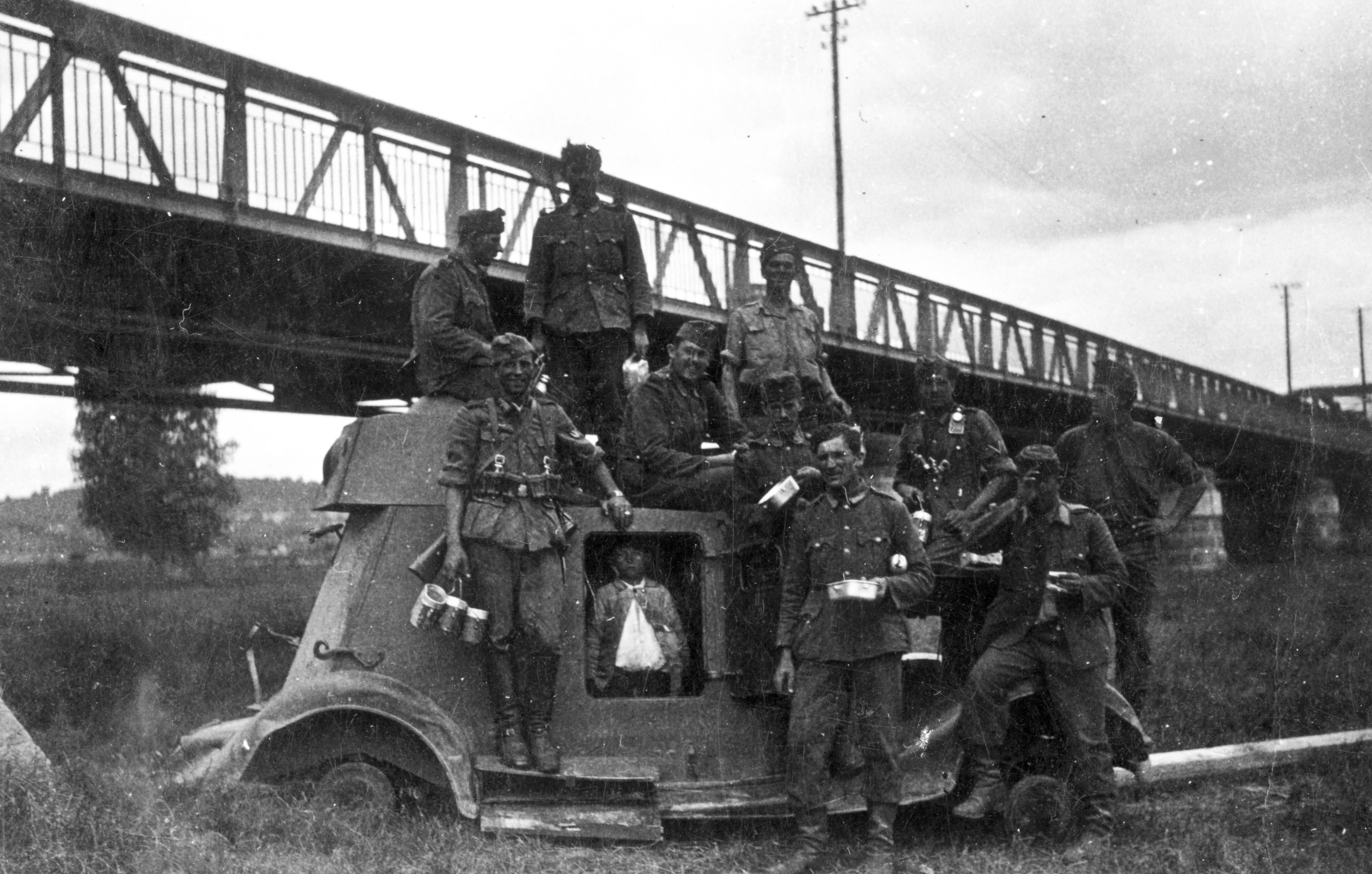
Венгры у разбитого БА-20. 1942
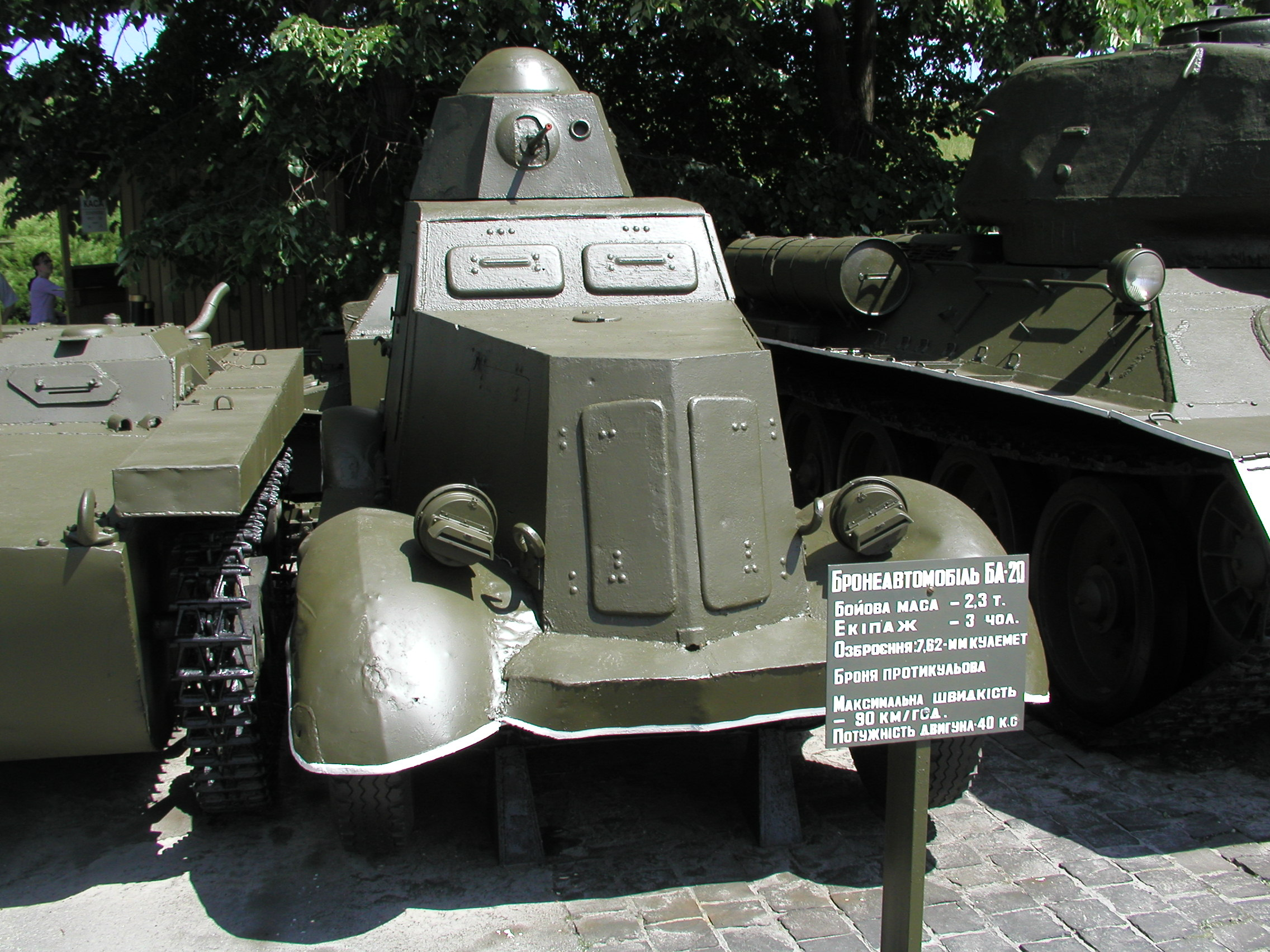
БА-20 в Музее истории Украины во Второй мировой войне в Киеве
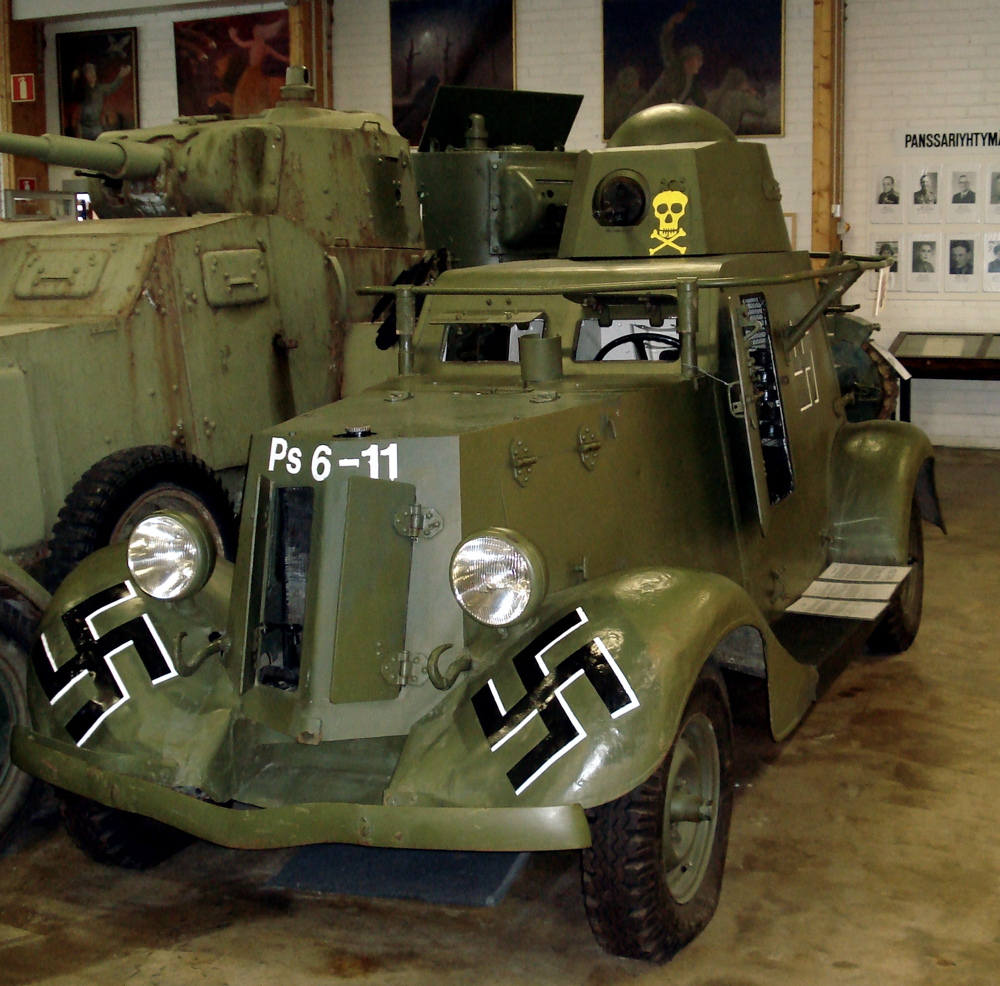
БА-20 с финскими опознавательными знаками в танковом музее в Парола
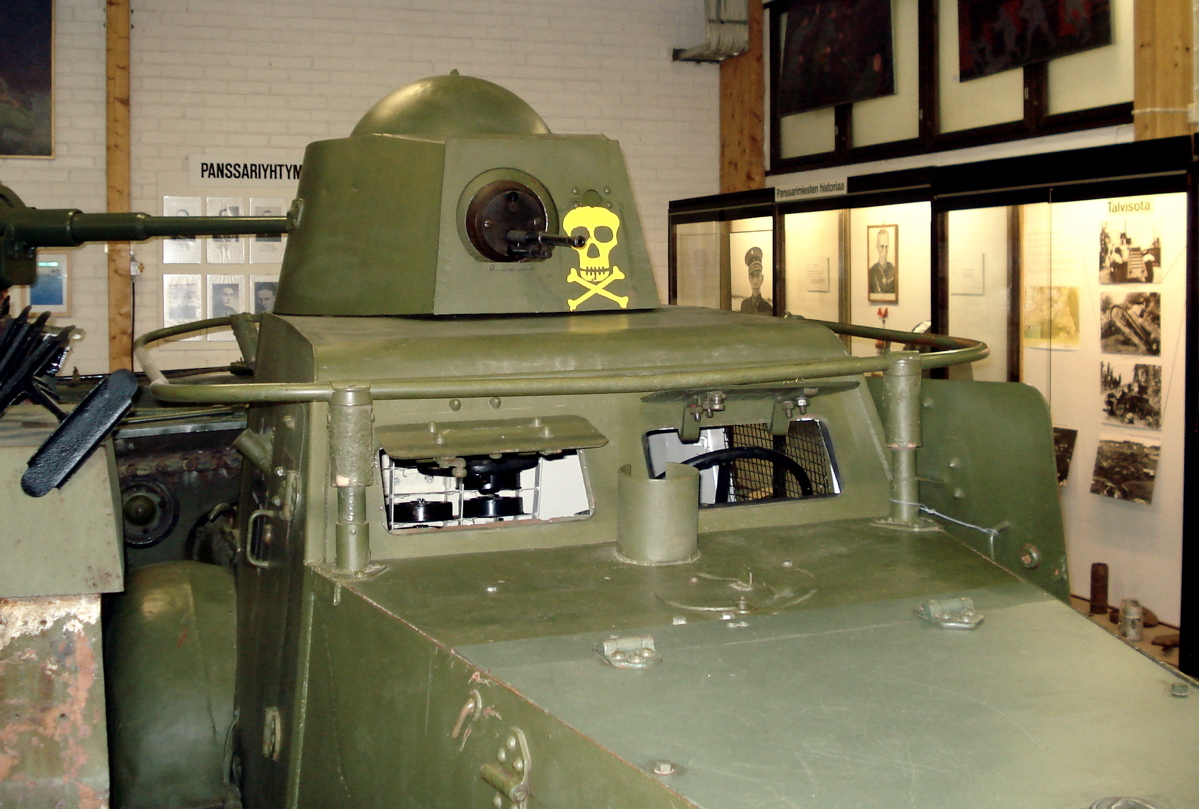
БА-20 с финскими опознавательными знаками в танковом музее в Парола
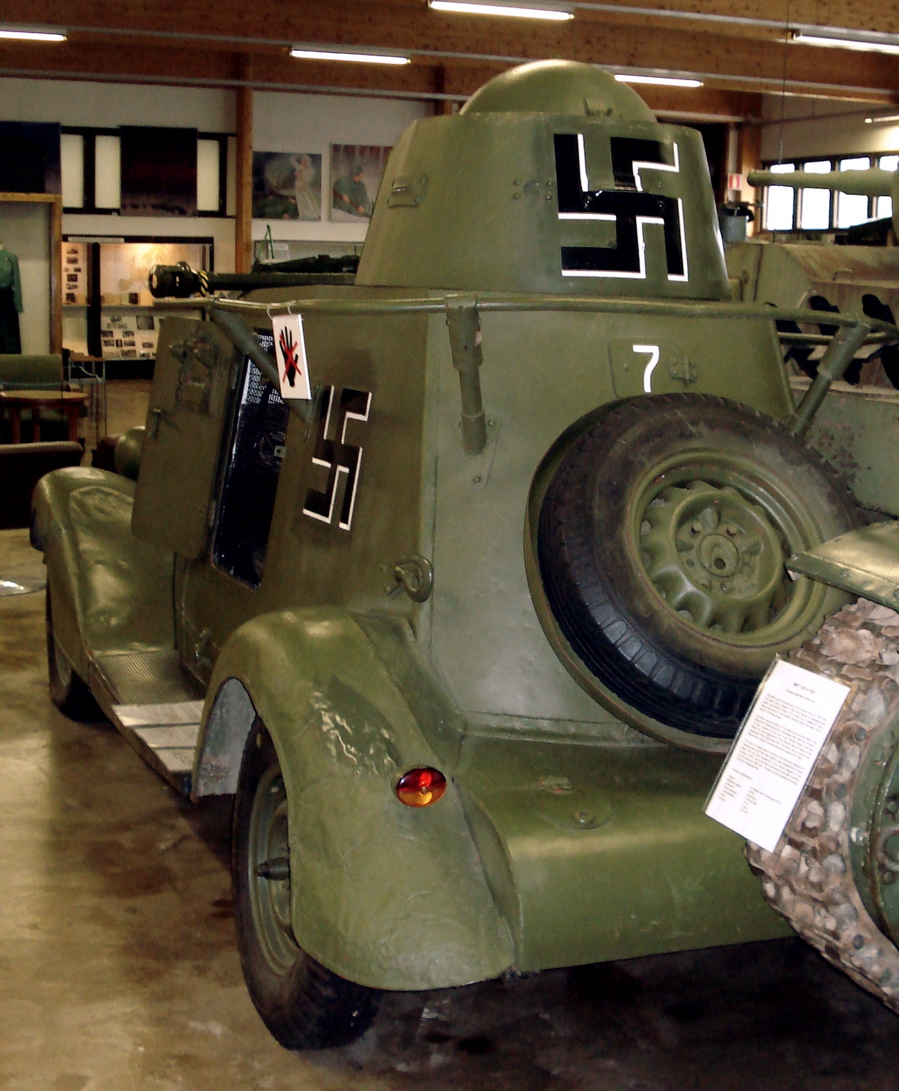
БА-20 с финскими опознавательными знаками в танковом музее в Парола
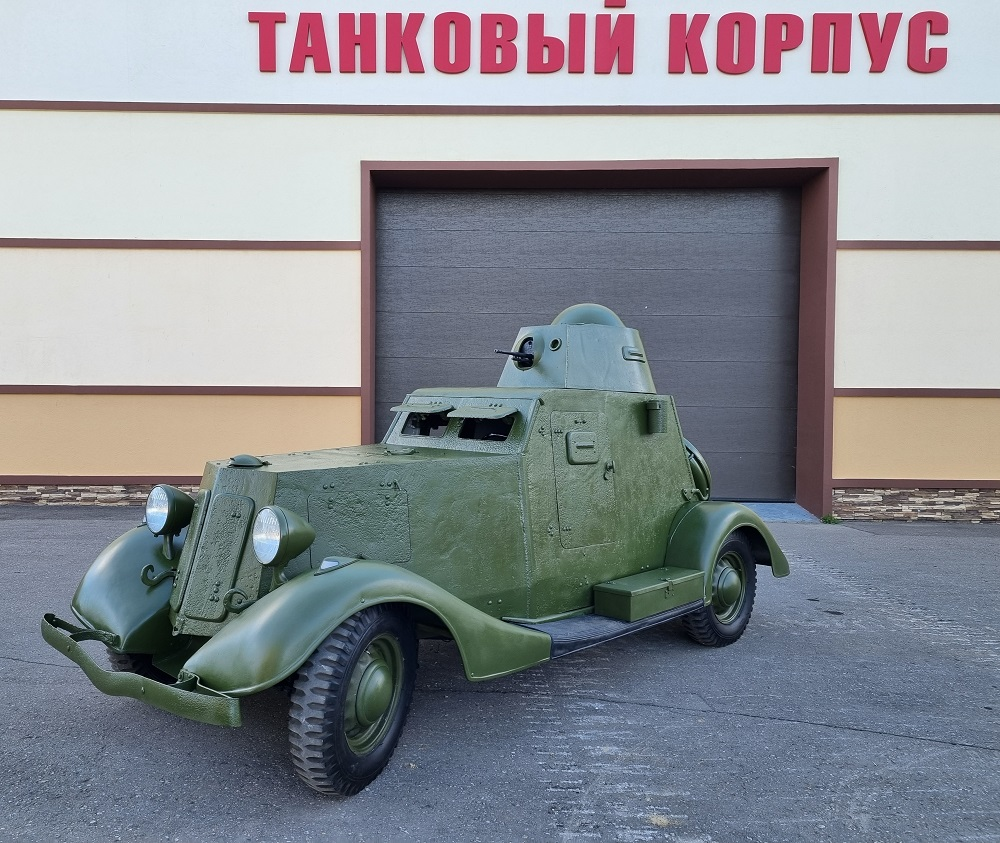
БА-20М в Музее отечественной военной истории
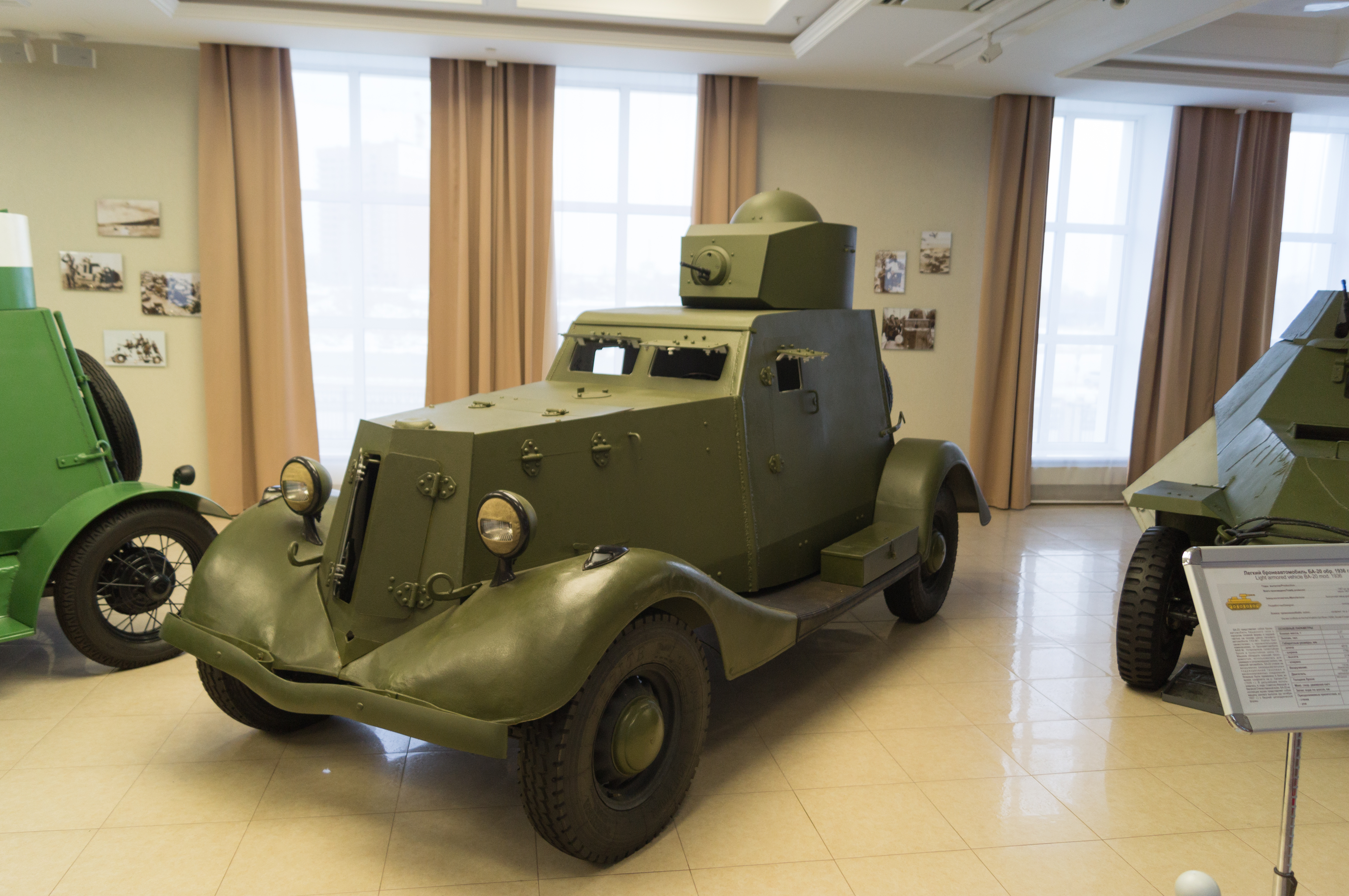
БА-20 в Музейном комплексе УГМК
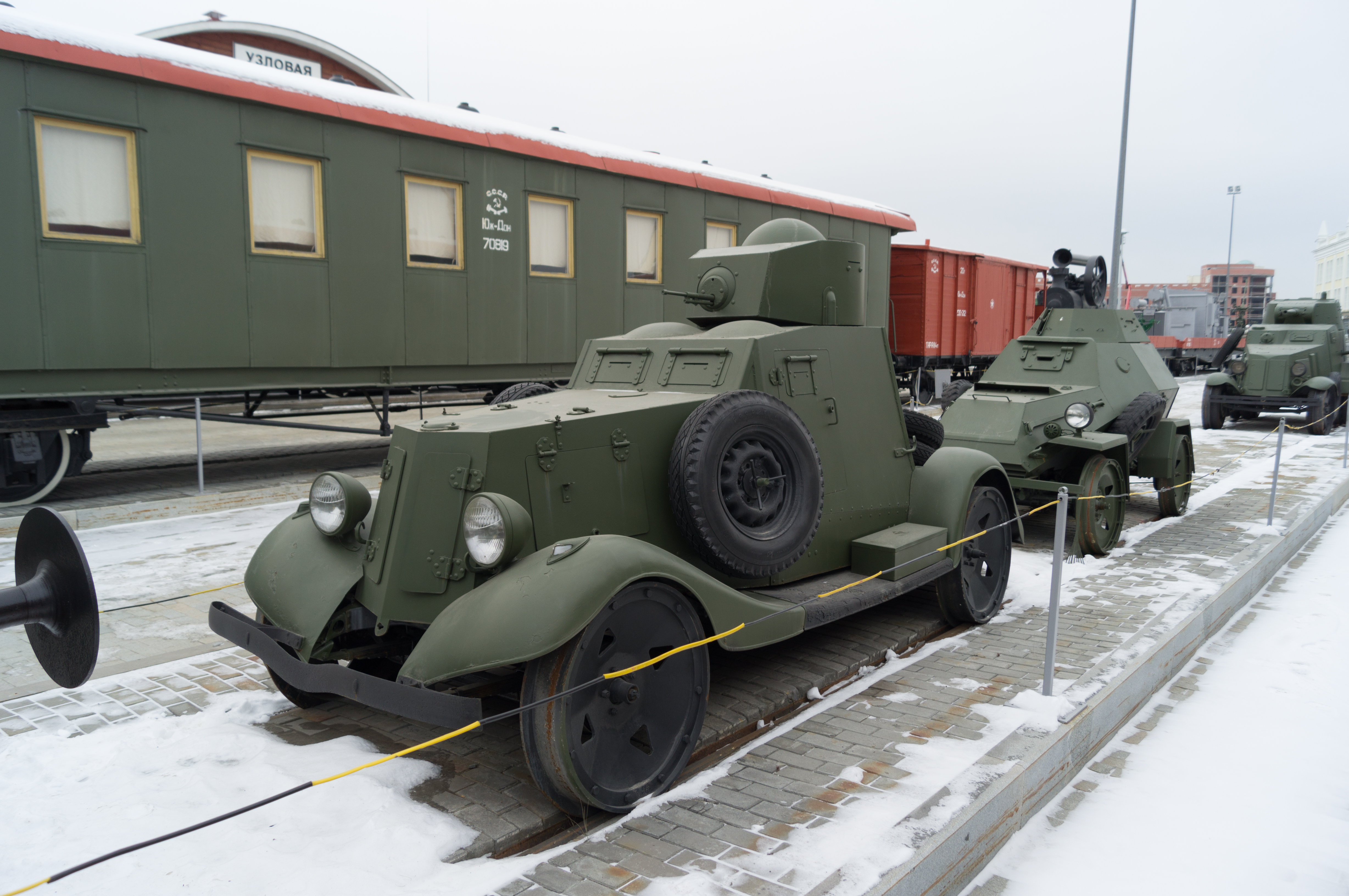
БА-20жд в Музейном комплексе УГМК